# Mughiphantes tienschangensis
Mughiphantes tienschangensis là một loài nhện trong họ Linyphiidae.
Loài này thuộc chi Mughiphantes. Mughiphantes tienschangensis được Andrei V. Tanasevitch miêu tả năm 1986.